# Quípama (ort)
Quípama är en ort i Colombia.   Den ligger i departementet Boyacá, i den centrala delen av landet, 100 km norr om huvudstaden Bogotá. Quípama ligger 1 265 meter över havet och antalet invånare är 3 571.
Terrängen runt Quípama är kuperad åt nordväst, men åt sydost är den bergig. Runt Quípama är det ganska tätbefolkat, med 62 invånare per kvadratkilometer. Närmaste större samhälle är Muzo, 7,9 km öster om Quípama. I omgivningarna runt Quípama växer i huvudsak städsegrön lövskog.